# سكالسيا متقاربة
سكالسيا متقاربة (الاسم العلمي:Scalesia affinis) هي نوع من النباتات تتبع جنس السكالسيا من الفصيلة النجمية.